# Highland Falls
Highland Falls és una població dels Estats Units a l'estat de Nova York. Segons el cens del 2000 tenia 3.678 habitants.

## Demografia
Segons el cens del 2000, Highland Falls tenia 3.678 habitants, 1.567 habitatges, i 922 famílies. La densitat de població era de 1.279,4 habitants/km².
Dels 1.567 habitatges en un 28,9% hi vivien nens de menys de 18 anys, en un 42,6% hi vivien parelles casades, en un 12,1% dones solteres, i en un 41,1% no eren unitats familiars. En el 35,6% dels habitatges hi vivien persones soles el 14,4% de les quals corresponia a persones de 65 anys o més que vivien soles. El nombre mitjà de persones vivint en cada habitatge era de 2,35 i el nombre mitjà de persones que vivien en cada família era de 3,13.
Per edats la població es repartia de la següent manera: un 24% tenia menys de 18 anys, un 7,1% entre 18 i 24, un 30,6% entre 25 i 44, un 22,6% de 45 a 60 i un 15,7% 65 anys o més.
L'edat mediana era de 38 anys. Per cada 100 dones de 18 o més anys hi havia 86,8 homes.
La renda mitjana per habitatge era de 45.833 $ i la renda mediana per família de 57.885 $. Els homes tenien una renda mediana de 41.833 $ mentre que les dones 29.488 $. La renda per capita de la població era de 24.100 $. Entorn del 3,9% de les famílies i el 4,7% de la població estaven per davall del llindar de pobresa.